# Elecciones municipales de 2023 en Sonseca
Las elecciones municipales de 2023 se celebraron en Sonseca el domingo, 28 de mayo, de acuerdo con el Real Decreto de convocatoria de elecciones locales en España dispuesto el 25 de enero de 2023 y publicado en el Boletín Oficial del Estado el 3 de abril de 2023. Se eligieron los 17 concejales del pleno del Ayuntamiento de Sonseca mediante un sistema proporcional con listas cerradas y un umbral electoral del 5%.
La candidatura del Partido Popular (PP) fue la lista más votada en las elecciones municipales de 2023 en Sonseca, logrando arrebatarle la alcaldía al Partido Socialista Obrero Español (PSOE) por una diferencia de 292 votos. El PSOE quedó como la segunda fuerza más votada, seguido por Izquierda Unida (IU) y, finalmente, VOX.
Esta victoria marcó la segunda vez que el PP gobierna Sonseca desde su primera legislatura en 2007. Al no alcanzar la mayoría absoluta en el ayuntamiento, el PP se vio obligado a pactar con VOX para obtener dicha mayoría.

## Resultados
A continuación se detallan los resultados completos:
|                     | Partido Popular (PP)                     | 2116 | 37.08  | 7  |
|                     | Partido Socialista Obrero Español (PSOE) | 1824 | 31.96  | 6  |
|                     | Izquierda Unida (IU)                     | 876  | 15.35  | 2  |
|                     | VOX                                      | 809  | 14.17  | 2  |
| Papeletas en blanco | Papeletas en blanco                      | 81   | -      | -  |
| Total               | Total                                    | 5887 | 100.00 | 17 |
| Votos nulos         | Votos nulos                              | 181  | -      | -  |
| Abstenciones        | Abstenciones                             | 2528 | 30.04% | -  |
| Censo total         | Censo total                              | 8415 | -      | -  |
| Fuente:             |                                          |      |        |    |

## Investidura del alcalde
La ley electoral municipal española estableció una cláusula que declara que, si ningún candidato a alcalde conseguía reunir una mayoría absoluta de votos de los concejales del pleno en la sesión constitutiva de la nueva corporación para ser elegido para el cargo, el candidato de la mayoría del partido más votado sería automáticamente elegido para este.
En la sesión constitutiva de la XII Legislatura del se unieron PP y VOX y Mª Victoria Martín de San Pablo Sánchez fue investida como la 10º alcaldesa de la democracia en Sonseca.
| Candidato                               | Partido | Votos |
| --------------------------------------- | ------- | ----- |
| Mª Victoria Martín de San Pablo Sánchez | PP      | 9     |
| Sergio Mora Rojas                       | PSOE    | 8     |
| Roberto Palencia García                 | IU      | 0     |
| José Manuel Martínez Gutiérrez          | VOX     | 0     |